# Challenger de Charleston 2023
El torneo LTP Men's Open 2023 fue un torneo de tenis perteneció al ATP Challenger Tour 2023 en la categoría Challenger 75. Se trató de la 2.ª edición; el torneo tendrá lugar en la ciudad de Charleston (Estados Unidos), desde el 25 de septiembre hasta el 1 de octubre de 2023 sobre pista dura al aire libre.

## Jugadores participantes del cuadro de individuales
| Favorito | País                      | Jugador             | Rank1 | Posición en el torneo |
| -------- | ------------------------- | ------------------- | ----- | --------------------- |
| 1        | Bandera de Francia        | Enzo Couacaud       | 178   | Segunda ronda         |
| 2        | Bandera de Ecuador        | Emilio Gómez        | 187   | Baja                  |
| 3        | Bandera de Canadá         | Vasek Pospisil      | 188   | Primera ronda         |
| 4        | Bandera de Estados Unidos | Tennys Sandgren     | 197   | Primera ronda         |
| 5        | Bandera de Canadá         | Alexis Galarneau    | 202   | Primera ronda         |
| 6        | Bandera de Australia      | Adam Walton         | 204   | Cuartos de final      |
| 7        | Bandera de Estados Unidos | Denis Kudla         | 205   | Cuartos de final      |
| 8        | Bandera de Suiza          | Alexander Ritschard | 212   | Primera ronda         |

- 1 Se ha tomado en cuenta el ranking del 18 de septiembre de 2023.

### Otros participantes
Los siguientes jugadores recibieron una invitación (wild card), por lo tanto ingresan directamente al cuadro principal (WC):
- Oliver Crawford
- Garrett Johns
- Toby Kodat

Los siguientes jugadores ingresan al cuadro principal tras disputar el cuadro clasificatorio (Q):
- Stefan Dostanic
- Ernesto Escobedo
- August Holmgren
- Strong Kirchheimer
- Thai-Son Kwiatkowski
- Aidan Mayo

## Campeones

### Individual Masculino
- Abedallah Shelbayh derrotó en la final a  Oliver Crawford, 6–2, 6–7(5), 6–3.

### Dobles Masculino
- Luke Johnson /  Skander Mansouri derrotaron en la final a  Nicholas Bybe /  Oliver Crawford, 6–4, 6–4